# Atrapada
Atrapada (títol original en anglès: Caught) és una pel·lícula estatunidenca dirigida per Max Ophüls, estrenada el 1949, adaptació de la novel·la Wild Calendar de Libbie Block. Ha estat doblada al català

## Argument
Leonora, una noia que somia amb èxit social, coneix Smith Olhrig, un home molt ric, seductor i fred, que decideix casar-s'hi per contradir el seu psicoanalista a qui li explica la seva decepció després de no haver cedit a les seves propostes. Ningú no es resisteix a aquest home de negocis riquíssim. Si cal passar pel matrimoni per posseir-la, ell ho farà. La jove es deixa atrapar pel príncep encantador, que l'abandona tan aviat com l'ha fet seva, considerant-la més com un accessori decoratiu, que com la seva dona. Malgrat estimar el seu marit, decideix allunyar-se algun temps d'ell i treballar. Marxa a viure lluny de la sumptuosa propietat, s'allotja en una simple cambra i troba una feina mal remunerada de secretària mèdica amb dos metges d'un barri popular, un pediatre, Larry Quinada, i un ginecòleg.
Però Olhrig va a buscar la seva dona, li declara el seu amor, i la reconquereix. Després d'una breu nit de segons núpcies, descobreix que no ha canviat de sentiments. Se'n va a la seva habitació de minyona, i retorna a la seva feina, on se sent útil als altres. Però mentre que se sent molt a prop d'un dels dos metges, Larry Quinada, descobreix que està embarassada. Comença! malgrat tot, una relació sentimental amb Quinada, fins al punt que li demana casar-se.
Desposseït de la seva dona-objecte, el marit troba la seva fredor, el seu caràcter autoritari, fins i tot sàdic. L'amenaça de divorci fent valer l'adulteri, li assegurarà la custòdia del fill. La seva verdadera naturalesa, el seu comportament ordinari d'home poderós fa que res ni ningú no es resisteixi. No li agrada més que el seu poder i no la seva dona, ni tan sols no té tendresa o respecte per ella, i ja que no vol pertànyer-li a la seva conveniència, la castigarà a través del seu fill. Però ell és colpit per una crisi cardíaca; la seva dona el troba agonitzant, i el xoc i les atencions psicològiques li fan perdre el bebè. Serà finalment lliure d'estimar el simpàtic Dr. Quinada.

## Repartiment
- James Mason: Larry Quinada
- Barbara Bel Geddes: Leonora Eames
- Robert Ryan: Smith Olhrig
- Frank Ferguson: Doctor Hoffman
- Curt Bois: Franzy Kartos
- Ruth Brady: Maxine
- Natalie Schafer: Dorothy Dale
- Art Smith: el psiquiatre